# Januszewice (Łódź)
Pour les articles homonymes, voir Januszewice.
Januszewice (prononciation [januʂɛˈvit͡sɛ) est un village de la gmina d'Opoczno, du powiat d'Opoczno, dans la voïvodie de Łódź, situé dans le centre de la Pologne.
Il se situe à environ 5 kilomètres à l'ouest d'Opoczno (siège de la gmina et du powiat) et 68 kilomètres au sud-est de Łódź (capitale de la voïvodie).
Sa population s'élève approximativement à 500 habitants.

## Administration
De 1975 à 1998, le village était attaché administrativement à l'ancienne voïvodie de Piotrków.

Depuis 1999, il fait partie de la nouvelle voïvodie de Łódź.